# Nico van Gageldonk
Nicolaas (Nico) van Gageldonk (Klundert, 26 mei 1913 - Breda, 19 mei 1995) was een Nederlands wielrenner en Olympiër.
Nico deed namens Nederland mee aan de Olympische Spelen van 1936 in Berlijn, Duitsland aan de wegwedstrijden. In de individuele rit werd hij 16e, bij de ploegenrit, waarbij de Nederlandse ploeg, naast Van Gageldonk uit Gerrit Schulte, Philippus Vethaak en René van Hove bestond, werden ze niet opgenomen in het klassement, vanwege slechte tijden in de individuele rit van drie van de vier renners.
Na zijn wielercarrière werd Van Gageldonk begeleider bij enkele amateurteams en organiseerde hij plaatselijke wedstrijden.
Nico van Gageldonk overleed in 1995, slechts zeven dagen voor zijn 82e verjaardag.